# Zamayón
Zamayón település Spanyolországban, Salamanca tartományban. Zamayón Aldearrodrigo, El Arco, San Pelayo de Guareña, Palacios del Arzobispo és Valdelosa községekkel határos. Lakosainak száma 192 fő (2024).

## Népesség
A település népessége az elmúlt években az alábbi módon változott:
| Lakosok száma | 204  | 195  | 185  | 181  | 189  | 195  | 207  | 200  | 197  | 192  |
|               | 2001 | 2004 | 2007 | 2009 | 2012 | 2014 | 2017 | 2019 | 2022 | 2024 |